# Caisse en blanc
Pour les articles homonymes, voir BIW.

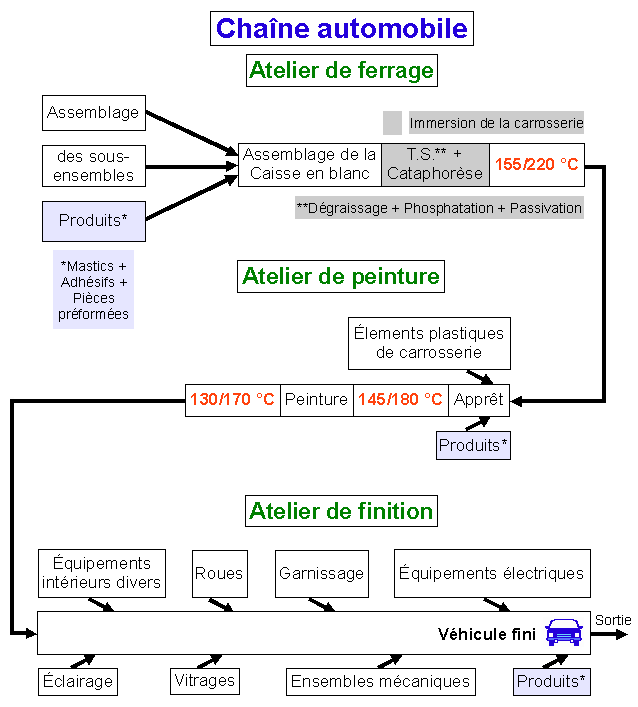
Les trois stades de la fabrication automobile : ferrage, peinture et finition

Une caisse en blanc ou CEB (en anglais, body in white ou BIW)  se réfère à l'étape d’élaboration ou de fabrication automobile dans laquelle l'ensemble des tôles (sans les ouvrants et le pont) constituant la structure ont été, après l'emboutissage, assemblées par soudage en chaîne ferrage, avant que les composants (châssis, moteur) ou les équipements (vitrages, sièges, garnissage, électricité, etc.) n'aient été ajoutés.
Selon une étymologie populaire, le terme « caisse en blanc » renverrait au début de l'industrie automobile, lorsque la caisse des véhicules recevait une couche d'apprêt blanc[réf. nécessaire].

## Matériaux utilisés dans l'automobile

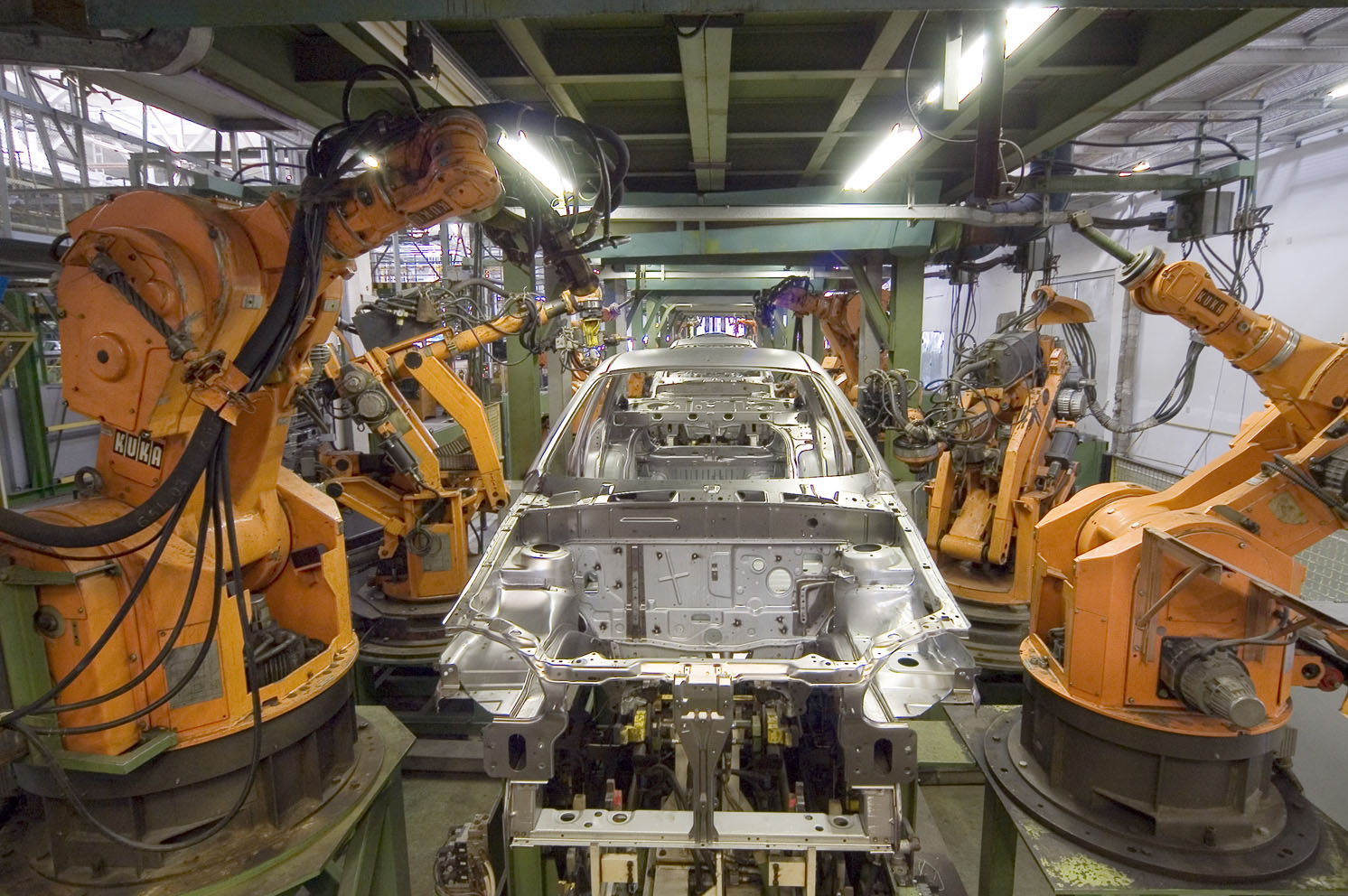
Assemblage de sous-ensembles en atelier de ferrage : soudage d’une caisse en blanc, puis transfert

L’acier reste le matériau prédominant en construction automobile. Réduction de consommation et contraintes environnementales obligent, la voiture du futur contiendra moins de cet alliage métallique dense (d=7,8).
La répartition moyenne des matériaux par véhicule (en pourcentage du poids total) est la suivante :
- ferreux : 65 % ;
- divers (verre, peinture, tissus, élastomères, etc.) : 18,5 % ;
- plastiques : 10 % ;
- aluminium : 6,5 %.

## Technologies en chaîne automobile

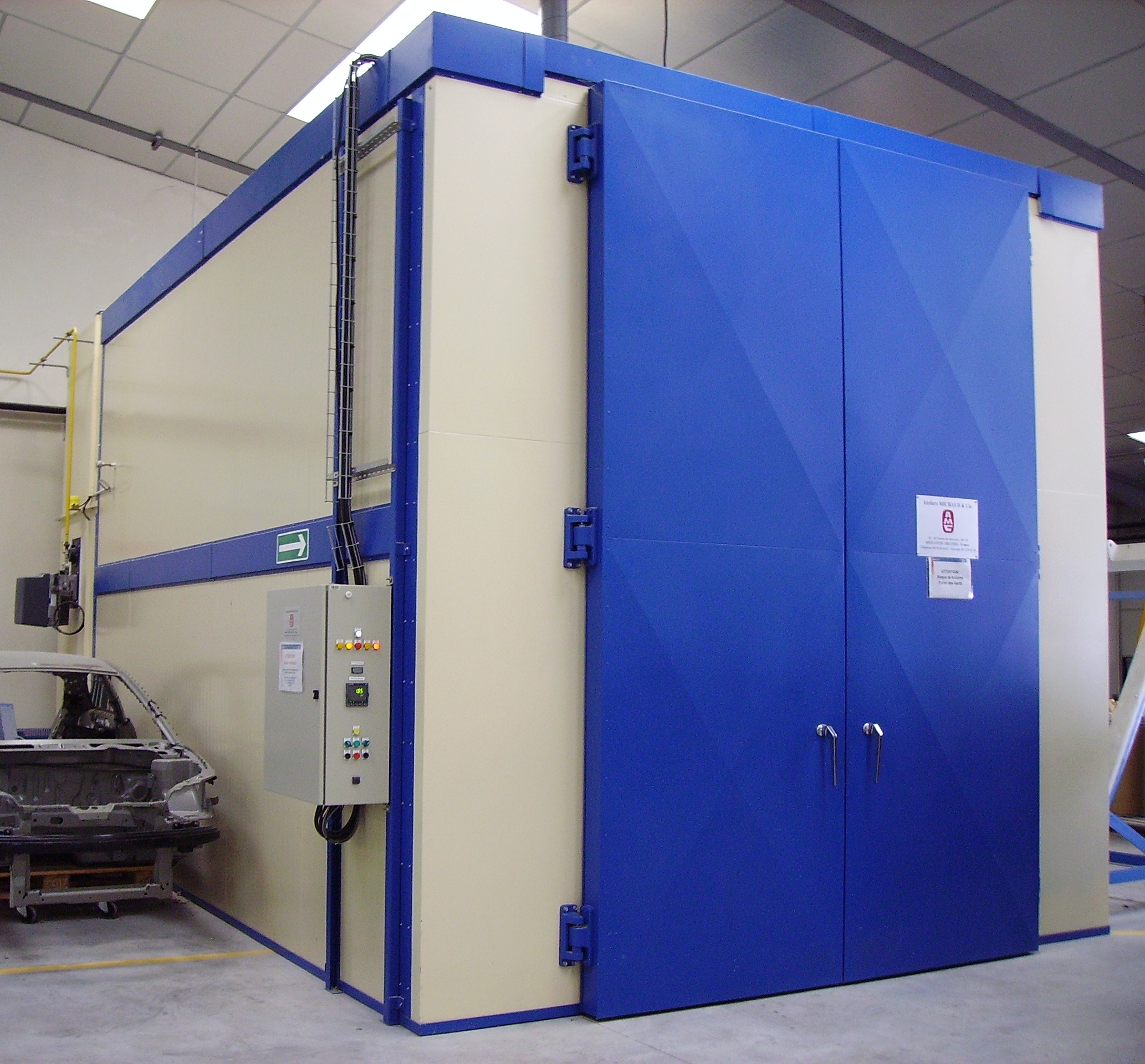
Une étuve de cuisson de caisse en blanc, utilisée en prototypage chez un sous-traitant

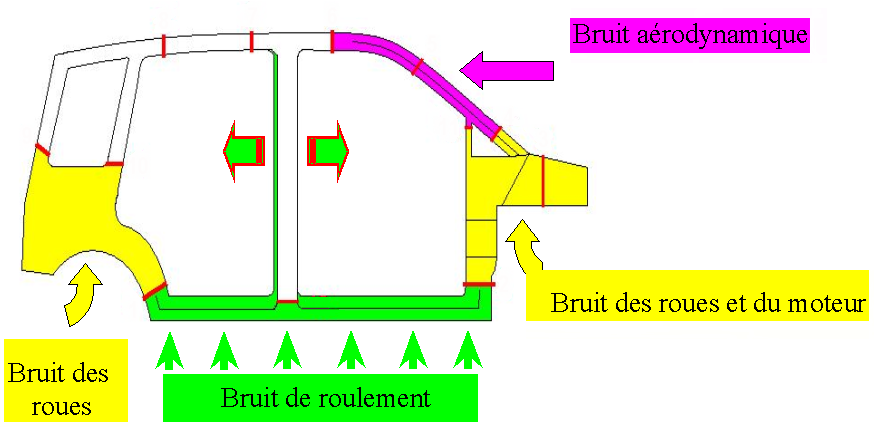
Étape de conception technique : exemple du développement de produits insonorisants déposés (et cuits) sur une caisse en blanc, pour réduire le bruit qu'elle génère

La caisse en blanc, constituée de tôles (acier/aluminium) grasses soudées par robotisation, subit l'application de produits de ferrage.
Des procédés mixtes soudage/collage (soudo-collage) sont de nos jours employés. Le collage structural et semi-structural, introduit dans les années 1970, remplace le soudage par points. Cette introduction, qui concernait les ouvrants, était principalement motivée par un problème d'aspect et de qualité de surface.
Le soudage par points, ajouté au sertissage et au collage structural/semi-structural, assure :
- la stabilité dimensionnelle des assemblages lors des opérations de transfert (performances mécaniques intermédiaires) ;
- l'intégrité structurale des ensembles (performances mécaniques terminales).

Diverses technologies mises en œuvre en chaîne de production garantissent, en plus des performances mécaniques :
- la protection anticorrosion des tôles[8] et du moteur[9] ;
- le confort acoustique du véhicule ;
- un gain de poids, par le développement de structures mixtes métal/plastique en carrosserie.

Les différents produits appliqués acquièrent leurs propriétés par gélification (cas des plastisols) ou polymérisation (bases élastomère, époxyde, EVA, etc.) lors des cuissons.

## Opérations en ateliers de ferrage et peinture
Globalement :
- une fois les opérations d'assemblage réalisées, les « caisses » ou « carrosseries » (avec les produits de ferrage appliqués) passent dans les installations de traitement de surface, faisant appel à divers procédés : opérations de dégraissage basique, décapage à l'acide, phosphatation au zinc et passivation. Ces opérations se font par immersion totale des carrosseries (passage à travers différents bains) (traitement par trempé) et par jets sous pression[10] (traitement par aspersion). Le but est d'assurer une résistance supérieure à la corrosion et une meilleure adhésion de la peinture ;
- dépose de cataphorèse : la conductivité électrique des tôles donne l'aptitude à recevoir la cataphorèse. L'opération principale se fait par immersion totale des carrosseries dans un bain de cataphorèse et électrodéposition ; puis transfert pour la 1re cuisson[11] (exemple de cuisson[12] en étuve : 30 min à 180 °C)[13] ;
- fixation d'éléments plastiques de carrosserie, application de mastics « peinture »[14] (de type plastisols PVC, ...), d'apprêt (primaire appelé sealer) et 2e cuisson en étuve (exemple : 30 min à 160 °C) ;
- dépose de laque (ou base) qui donnera la couleur du véhicule, et de vernis qui donnera l'aspect final du véhicule, puis 3e et dernière cuisson en étuve (exemple : 30 min à 150 °C).

La chaîne de finition (ne comportant pas de cuisson) succède à la chaîne peinture.